# Mira (namn)

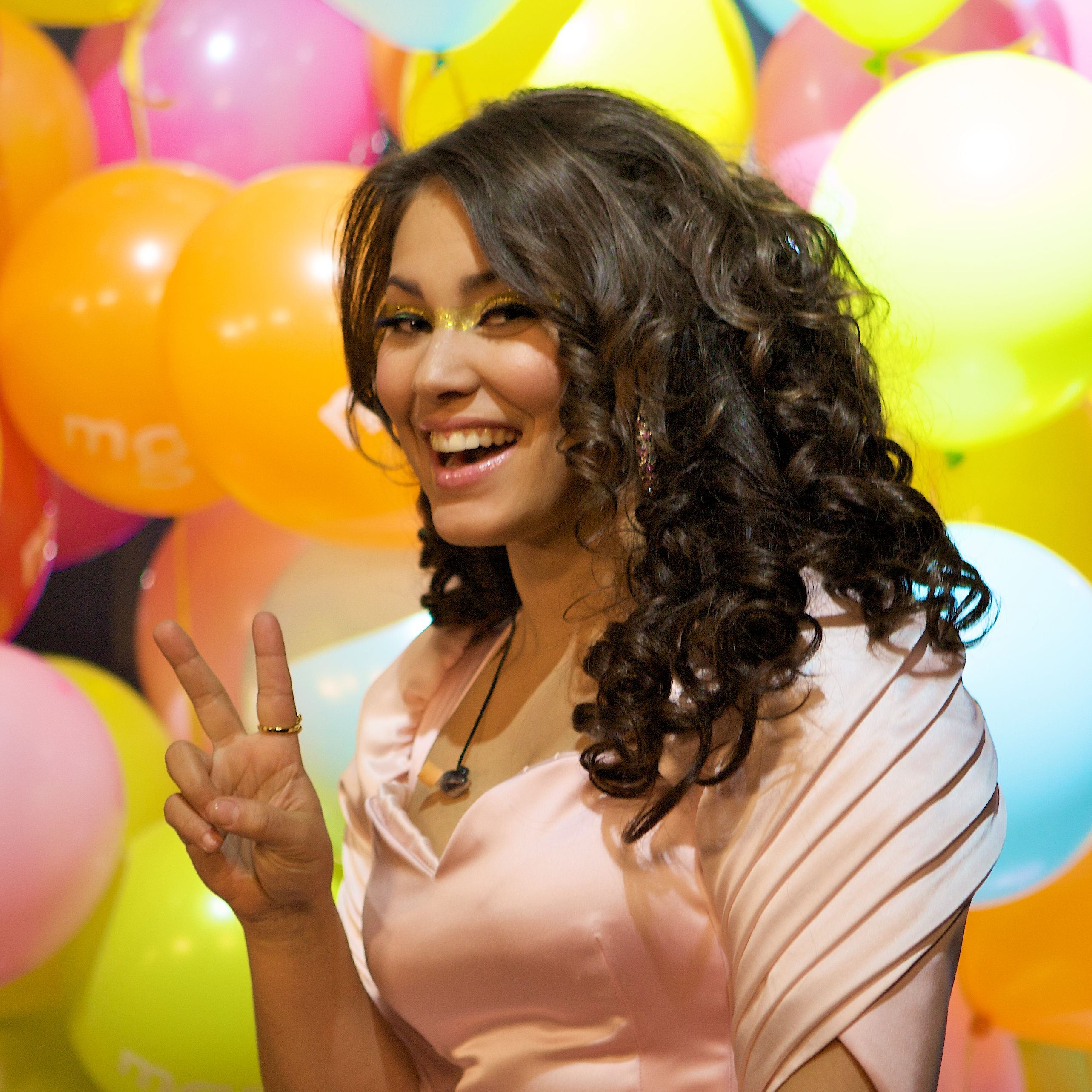
Mira Craig, 2010.

Mira är ett förnamn för kvinnor men också ett efternamn. 
Den 31 december 2019 hade 4319 kvinnor folkbokförda i Sverige namnet Mira som förnamn. 3641 av dessa hade namnet som tilltalsnamn (första förnamn).  Samtidigt hade 31 folkbokförda personer Mira som efternamn.
Mira är ett ovanligt förnamn i Sverige. Det är vanligare bland yngre kvinnor än bland äldre, där en mycket stor andel har serbokratiska efternamn.
Bland de i Sverige som har efternamnet Mira finns personer med namnkombinationer, som antyder spansktalande bakgrund.
I den finlandssvenska namnsdagslängden har Mira namnsdag 30 april sedan 2015.

## Personer med efternamnet Mira
- Antonio Mira de Amescua (1577–1644), spansk skald

## Kvinnor med förnamnet Mira
- Mira Bai (1500-talet), indisk religiös ledare, beskriven i legender
- Mira Bartov (född 1975), svensk skådespelare, scenograf och operaregissör
- Mira Bjedov (född 1955), jugoslavisk basketspelare
- Mira Brjunina (född 1951), sovjetisk roddare
- Mira Craig (född 1982), amerikansk-norsk sångerska och låtskrivare
- Mira Eklund(född 1981), svensk skådespelare, sångerska, konstnär och låtskrivare
- Mira Furlan (född 1955), kroatisk-amerikansk skådespelare och sångerska
- Mira Kuisma (född 1987), finländsk ishockeyspelare
- Mira Pyne (född 1974), svensk operasångerska, sopran
- Mira Sorvino (född 1967), amerikansk skådespelare
- Mira Wanting (1978–2012), dansk skådespelare